# Olszowa (województwo małopolskie)
Olszowa – wieś w Polsce, położona w województwie małopolskim, w powiecie tarnowskim, w gminie Zakliczyn.
| SIMC    | Nazwa        | Rodzaj    |
| ------- | ------------ | --------- |
| 0836945 | Kąty         | część wsi |
| 0836951 | Maciejakówka | część wsi |

Prywatna wieś szlachecka, własność kasztelanowej krakowskiej Anny z Sieniawskich Jordanowej, położona była w 1595 roku w powiecie sądeckim województwa krakowskiego. W latach 1975–1998 miejscowość położona była w województwie tarnowskim.
Olszowa znajduje się w dolinie potoku Olszowianka oraz na wznoszących się nad nią wzgórzach Pogórza Rożnowskiego.